# Казановський Олександр Васильович
Олександр Васильович Казановський (1903, станція Баси Південної залізниці, тепер Сумської області — ?) — радянський партійний діяч, будівельник, заступник секретаря Актюбінського обкому КП(б)К, заступник секретаря Львівського обкому КП(б)У, начальник політвідділу будівництва мосту через Керченський перешийок у Кримській АРСР.

## Життєпис
У 1922 році працював чорноробом на станції Євпаторія Південних залізниць у Кримській АРСР. У 1922—1923 роках — стрілець охорони вантажів вантажної контори в Євпаторії.
У 1923—1924 роках — рахівник Управління санаторіями ЦК профспілки залізничників у Євпаторії.
У 1924—1927 роках — голова правління спілки споживчої кооперації села Кодшамбак Євпаторійського району Кримської АРСР.
Член ВКП(б) з 1926 року.
З 1927 по 1928 рік служив рядовим Червоної армії в місті Сімферополі.
У 1928—1929 роках — завідувач біржі праці при Євпаторійській районній раді профспілок.
У 1929—1930 роках — секретар правління Спілки гірників у місті Євпаторії.
У 1930 році — завідувач загального відділу Євпаторійської районної ради профспілок.
З 1930 по 1931 рік навчався на робітничому факультеті при Дніпропетровському інженерно-будівельному інституті.
У 1931—1936 роках — студент Дніпропетровського інженерно-будівельного інституту.
У 1936—1938 роках — виконроб-будівельник тресту «Машинобуд» міста Миколаєва.
У 1938—1940 роках — начальник будівельної контори 44-го будівельного тресту Народного комісаріату будівництва СРСР у місті Миколаєві.
У 1940—1942 роках — заступник начальника та старший інженер виробничо-технічного відділу Управління будівництва Актюбінського комбінату НКВС Казахської РСР. У 1942 році — старший інженер відділу підсобних підприємств Управління будівництва Актюбінського комбінату НКВС.
З вересня 1942 року — завідувач промислового відділу Актюбінського обласного комітету КП(б) Казахстану.
У 1942—1945 роках — заступник секретаря Актюбінського обласного комітету КП(б) Казахстану із промисловості; заступник секретаря Актюбінського обласного комітету КП(б) Казахстану із палива та будівництва.
У 1945 (затверджений в жовтні 1946) — листопаді 1948 року — заступник секретаря Львівського обласного комітету КП(б)У із будівництва та будівельних матеріалів — завідувач відділу будівництва та будівельних матеріалів Львівського обласного комітету КП(б)У.
У 1949 році — заступник начальника із політичної частини будівництва № 56 Міністерства шляхів сполучення СРСР у Львові.
У листопаді 1949 — липні 1950 року — начальник політичного відділу будівництва мосту через Керченський перешийок у Кримській АРСР. З січня 1950 року — член Кримського обласного комітету ВКП(б).
З липня 1950 року — завідувач промислового відділу Кримського обласного комітету ВКП(б).
Подальша доля невідома.

## Нагороди
- медаль «За доблесну працю у Великій Вітчизняній війні 1941—1945 рр.»
- медалі